# Humanizam (filozofija)
Humanizam (njem. Humanismus, prema srednjovj. lat. humanista: humanist, izvedeno od lat. humanus:ljudski, uljudan, plemenit) filozofsko je i političko stajalište, odnosno sustav intelektualnih i moralnih uvjerenja koja čovjeku, ljudima i čovječanstvu pridaje najvišu vrijednost. Po tome se razlikuje od teizma, gdje središnje mjesto zauzima Bog ili priroda, i individualizma, gdje središnje mjesto zauzimaju interesi i sreća pojedinca neovisno o drugim pojedincima ili ljudskoj zajednici. Iako se radi o sekularnome svjetonazoru bliskome socijalnoj politici, odlike humanističkih ideja temelje se na osnovnim načelima kršćanstva na kojima počiva Zapadna civilizacija.
Značenje izraza "humanizam" mijenjalo se u skladu s intelektualnim pokretima koji su se identificirali njime. Tijekom talijanske renesanse, antička djela nadahnula su talijanske znanstvenike, što je dovelo do pokreta renesansnog humanizma. Tijekom doba prosvjetiteljstva, humanističke vrijednosti osnažene su napretkom u znanosti i tehnologiji, dajući ljudima samopouzdanje u njihovom istraživanju svijeta. Do početka 20. stoljeća organizacije posvećene humanizmu cvjetale su u Europi i Sjedinjenim Državama, a od tada su se proširile po cijelome svijetu. U ranom 21. stoljeću, pojam općenito označava usmjerenost na ljudsku dobrobit i zagovara ljudsku slobodu, autonomiju i napredak. Čovječanstvo smatra odgovornim za promicanje i razvoj pojedinaca, zalaže se za jednako i svojstveno dostojanstvo svim ljudskim bićima i naglašava brigu za ljude u odnosu na svijet.

## Humanizam i sekularizam
Počevši od 20. stoljeća, humanistički pokreti obično su nereligiozni i usklađeni sa sekularizmom. Najčešće se humanizam odnosi na neteističko gledište usredotočeno na ljudsko djelovanje i oslanjanje na znanost i razum, a ne na objavu iz nadnaravnog izvora za razumijevanje svijeta. Humanisti se obično zalažu za ljudska prava, slobodu govora, progresivnu politiku i liberalnu demokraciju. Općenito, ljudi s humanističkim svjetonazorom tvrde da vjera nije preduvjet morala i protive se pretjeranoj isprepletenosti religije s obrazovanjem i državom.

## Političke grupacije
1952. osnovana je Humanistička internacionala; zajednica političkih stranaka koje humanizam vide kao jednu od središnjih ideologija.
Pet ključnih točaka Humanističke internacionale su:
1. Vrijednost ljudskoga života kao središnja vrijednost.
2. Jednakost svih ljudi.
3. Sloboda vjerovanja i ideja.
4. Razvoj i kreacija alternativnih ekonomskih modela sadašnjih neoliberalnih sustava.
5. Nenasilje.